# Mariam Orachelasjvili
Mariam Platonovna Orachelasjvili (ryska: Мария Платоновна Орахелашвили, Maria Platonovna Orachelasjvili; georgiska: მარიამ ორახელაშვილი, Mariam Orachelasjvili), född 1887, död 1937, var en sovjetisk-georgisk politiker (kommunist).
Hon var utbildningsminister för Georgiska SSR åren 1936–1937. Hon var till den sovjetisk-georgiske politikern Mamia (Ivan Dmitrievvitj) Orachelasjvili. Hon avsattes, arresterades och avrättades under Stalins stora utrensning.